# Діого Вільяріньйо
Діого Вільяріньйо (порт. Diogo Villarinho, 11 березня 1994) — бразильський плавець.
Призер Чемпіонату світу з водних видів спорту 2015 року.
Переможець Південнамериканських ігор 2014 року.